# Ръждак
Ръжда̀к е село в Югозападна България. То се намира в община Петрич, област Благоевград.

## География
Село Ръждак е разположено в подножието на планината Беласица, на около 2 км от град Петрич.

## История
Името на селото произлиза от ръждивата вода, която течала от изворите му. Старото село е сгушено в планината Беласица и голяма част от къщите са от времето на османската власт. Строени са от типичния кирпич, слама и пръчки. След Освобождението къщите са изоставени от изселващите се турци и в тях се настаняват българи — бежанци от Егейска Македония (днешна Гърция). Новото село е застроено с масивни къщи като продължение на старото и се отдалечава от планината Беласица по посока град Петрич. Ръждак е село на територията на България от 1912 г.

## Население

### Етнически състав
Преброяване на населението през 2011 г.
Численост и дял на етническите групи според преброяването на населението през 2011 г.:
|                     | Численост |
| Общо                | 270       |
| Българи             | 253       |
| Турци               | -         |
| Цигани              | -         |
| Други               | -         |
| Не се самоопределят | -         |
| Неотговорили        | 15        |

## Религии
Населението на селото изповядва християнската вяра.